# تیم گریفین
تیموتی گریفین (به انگلیسی: Timothy Griffin) نمایندهٔ حوزه انتخابیه دوم آرکانزاس از حزب جمهوری‌خواه ایالات متحده آمریکا در مجلس نمایندگان ایالات متحده آمریکا است که برای نخستین‌بار در ۲۷ ژانویه ۲۰۱۱ میلادی به‌عضویت این مجلس درآمد.